# 清泉崗聖潔教會
清泉崗聖潔教會，是位于台湾台中市大雅区忠义里仁爱路81号的一座圣洁会教堂。

## 历史

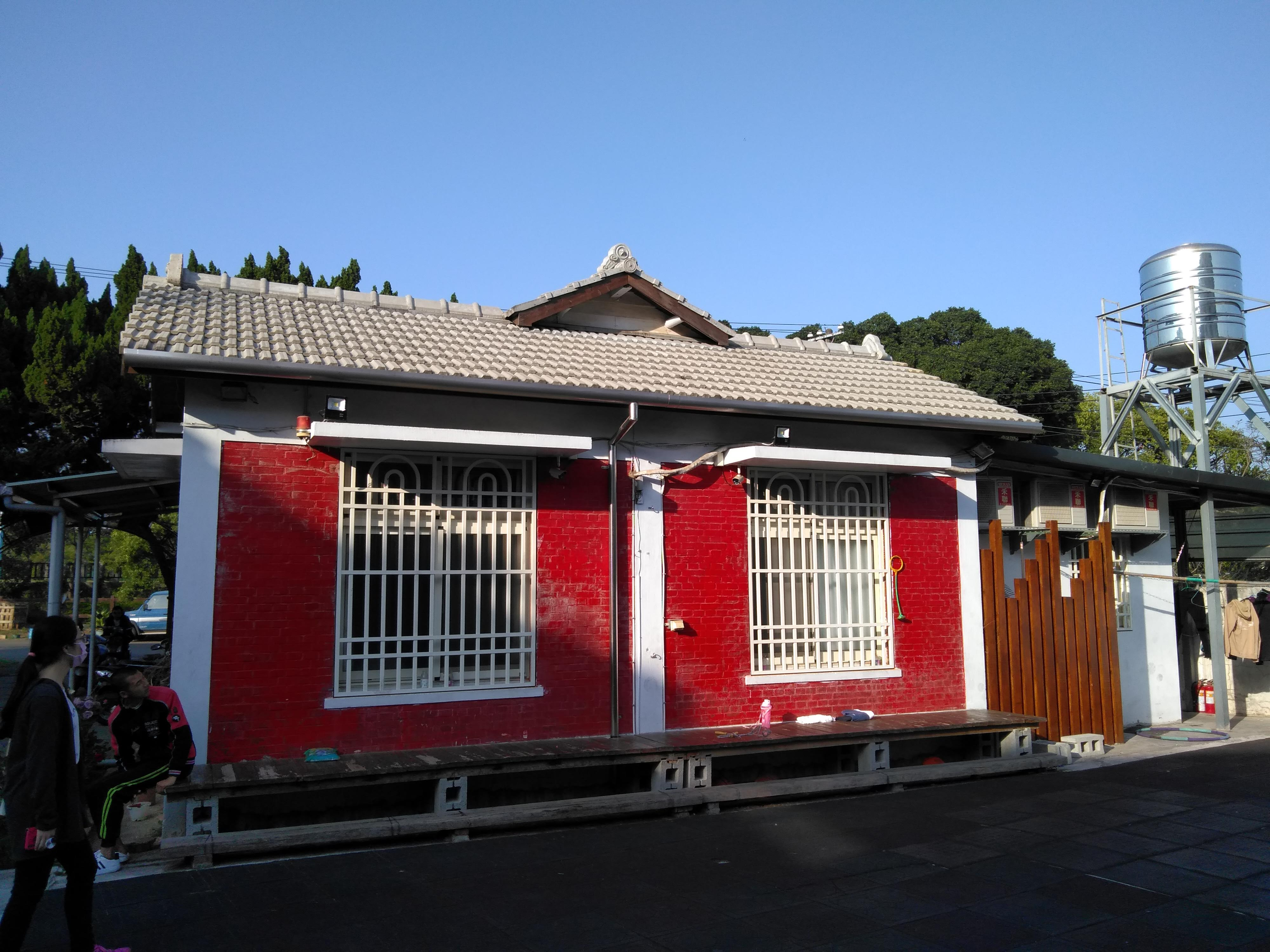
清泉崗聖潔教會_牧師館 供牧養教會的牧師家庭居住

1961年，衛平福教士开始在清泉岗地区傳教，最初仅能使用防空洞和租房进行聚会。清泉崗聖潔教會建于1963年（民国52年），由山崎教會和瑞典差會的基督教徒筹建，胡文範联络协调申请建造，瑞典籍传教士文博牧師（Rev. E. John Oberg）等人募集资金，军事基地驻防司令蒋纬国将军准许兴建，以在装甲部队移防清泉岗之后供基督教教众聚会使用。2017年（民国106年）2月20日，因与清泉岗地区发展、冷战时期军事发展密切相关、建筑和陈设风格具有特色，以及与社区生活联系深厚，台中市政府将其登记为历史建筑。
清泉崗聖潔教會外观为传统欧式红砖教堂，建筑使用紅磚、斜頂、木椅、拱型窗門、彩繪玻璃，多用大型尖拱窗，顶端设有大型十字架，会堂中的讲台与受洗池较有特色。教會与清泉崗空軍基地、營區及清泉崗機場相邻。2017年3月，臺中市文化資產處称，教堂有漏水现象，但应可复原。

## 教育
清泉崗聖潔教會目前由鄭兆文牧师主持，是忠義社區的安定力量之一，平时也开设陪读班，为社區的單親、低收入戶及原住民孩子提供課後輔導，还不定期舉辦社區媽媽教室及婦女識字班等活动。